# Gustav Ziegler (Architekt)
Gustav Ziegler (* 17. Dezember 1847 in Karlsruhe; † 19. Februar 1908 ebenda) war ein deutscher Architekt des Historismus.

## Leben
Gustav Ziegler, Sohn des Vergolders Johann Baptist Ziegler, besuchte das Lyzeum Karlsruhe, arbeitete in Zürich als Zimmermann und studierte ab 1866 am Polytechnikum Karlsruhe. Nach dem Abschluss folgten Studienreisen nach Italien. 1876 eröffnete er in Karlsruhe sein Büro als Privatarchitekt und wurde schnell durch seine Entwürfe vor allem für Wohnhäuser bekannt. Seine Bauten, hauptsächlich im süddeutschen Raum, zeigen Stilelemente der Frührenaissance und wurden bis in künstlerische Details wie Steinmetz-, Schnitz- und Kunstschmiedearbeiten vom Architekten selbst entworfen. Damit war Ziegler im späten 19. Jahrhundert und bis nach der Jahrhundertwende einer der populärsten Architekten des Karlsruher Bürgertums.
Aus seiner Ehe mit Elisabeth, geb. Uetz, gingen drei Töchter und ein Sohn hervor.

## Bauten und Entwürfe (Auswahl)

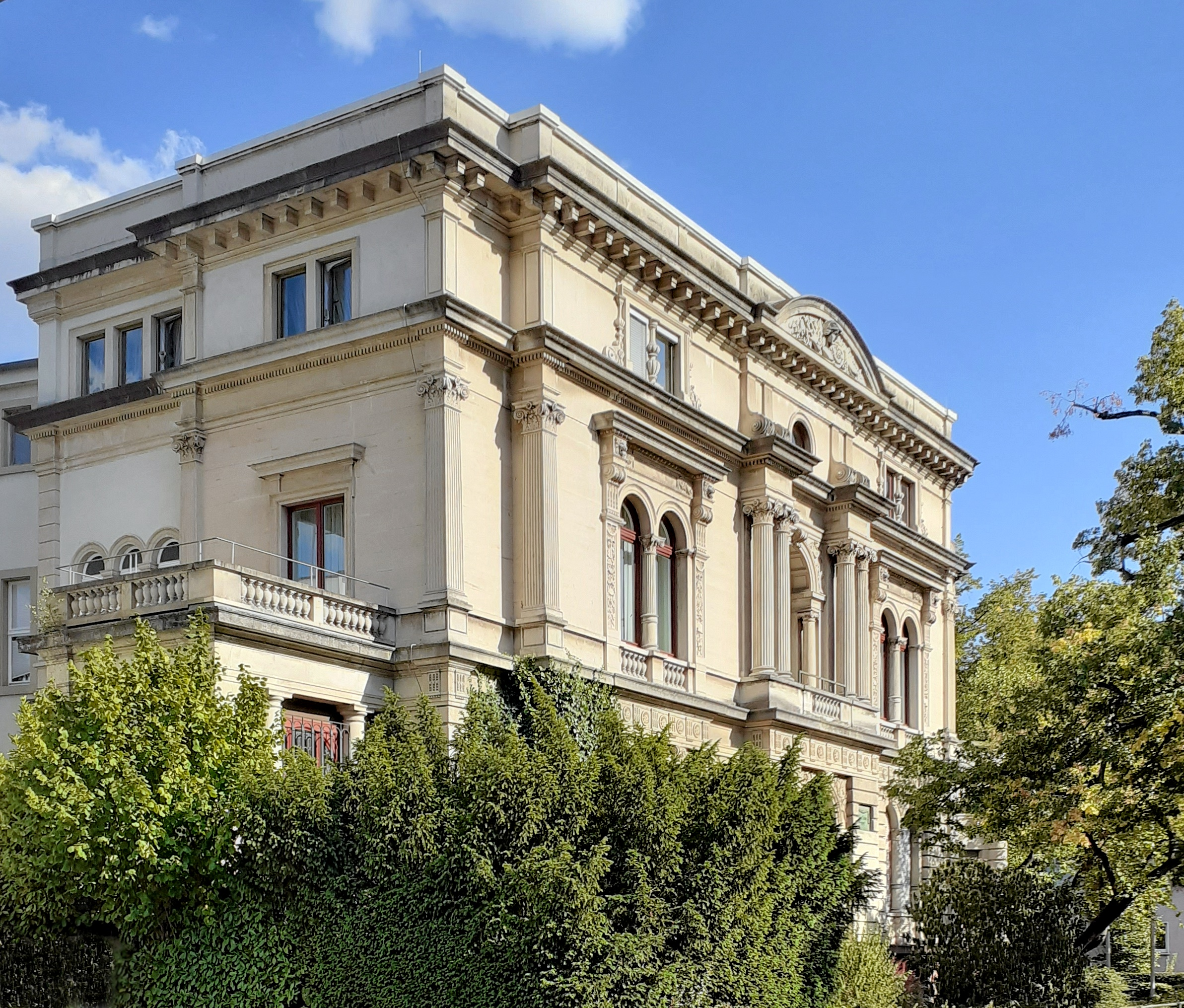
Haus Solms im Stil der Neorenaissance

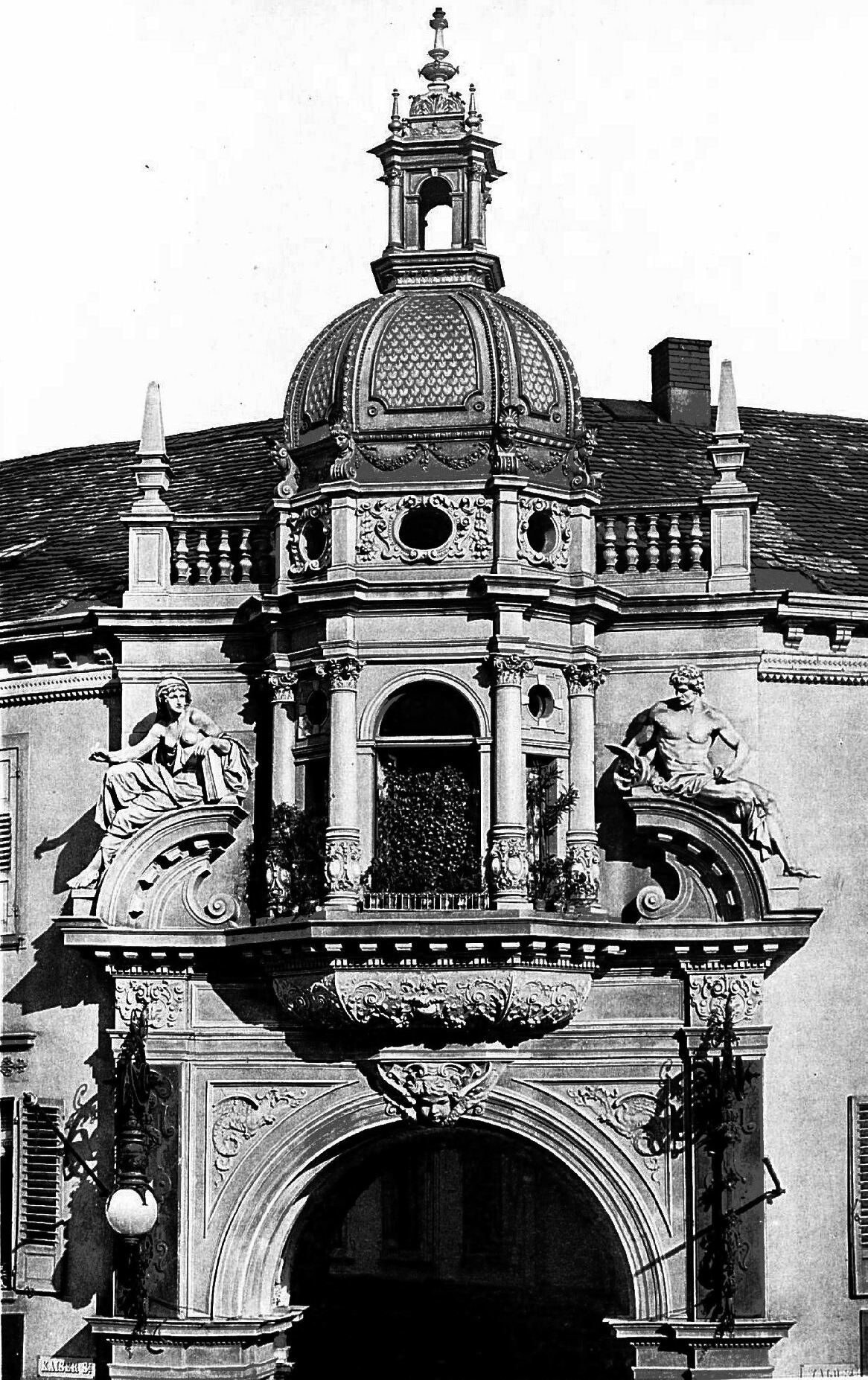
Portal der Kaiser-Wilhelm-Passage

- Restaurant Burghof auf dem Turmberg bei Karlsruhe
- 1881: Synagoge der Israelitischen Religionsgesellschaft in Karlsruhe (1938 zerstört)
- 1881: Wohnhaus Karlstraße 2 in Karlsruhe[1]
- 1882: Haus Solms in Karlsruhe[2]
- 1887: Kaiser-Wilhelm-Passage an der Kaiserstraße (zerstört; heute Kaiserpassage)
- 1889: Villa Winter, Bismarckstraße 17[3]
- 1896: Mietwohnhaus Sophienstraße 87 in Karlsruhe[4]
- 1896: Mietwohnhaus Kriegsstraße 127–129 in Karlsruhe[5]
- 1897: ehem. türkisches Konsulat Kriegsstraße 123 in Karlsruhe[6]
- 1897: Mietwohnhaus Bahnhofstraße 16 in Karlsruhe[7]
- 1898: Mietwohnhaus Bahnhofstraße 12 in Karlsruhe[8]
- 1899: Maschinenhaus der Möbelfabrik Reutlinger in Grünwinkel
- Luisenschule (später: Friedrichstift) in Karlsruhe, Otto-Sachs-Straße / Mathystraße[9]